# Walter Meier
Pour les articles homonymes, voir Meier.
Walter Meier (né le 3 août 1927 et mort le 25 mars 2017) est un athlète allemand, spécialiste des épreuves combinées. 
Représentant la République démocratique allemande, il remporte la médaille de bronze du décathlon aux championnats d'Europe 1958.
Il se classe 6e des Jeux olympiques de 1956 et 16e des Jeux olympiques de 1960.